# Pietro Lombardi (lutte)
Pietro Lombardi (né le 4 juin 1922 à Bari et mort le 5 octobre 2011 à Bari) est un lutteur italien.

## Biographie
Le 5 août 1948, Pietro Lombardi a remporté la médaille d'or en lutte gréco-romaine, catégorie poids mouche (jusqu'à 52 kg), aux Jeux olympiques de Londres.